# Portada/article novembre 7

## Ferrara
Ferrara és un municipi italià situat a la província de Ferrara, dins la regió d'Emília-Romanya. L'any 2013 tenia 130.837 habitants.
Situada sobre el Po de Volano, la ciutat té una estructura urbanística que es remunta al segle xiv, quan era governada per la família dels Este. Ferrara és un dels quatre caps de província italians (amb Bergamo, Lucca i Grosseto) que té el seu centre històric totalment envoltat d'una muralla que ha mantingut gairebé intacta al llarg dels segles. El disseny realitzat per Biagio Rossetti la va convertir en la primera ciutat moderna d'Europa, de la qual cosa deriva en gran part el seu reconeixement com a Patrimoni Mundial de la Humanitat del Centre històric del 1995, ampliat el 1999 al Delta del Po.